# Helter Skelter (utwór)
Helter Skelter – utwór autorstwa Paula McCartneya (przypisywana duetowi Lennon/McCartney), nagrany w 1968 roku na albumie The Beatles, znanym również jako „The White Album” (z ang. Biały Album). Celem McCartneya przy pisaniu utworu było osiągnięcie jak najgłośniejszego zniekształcenia dźwięku gitary elektrycznej. Dzięki użyciu takiego przestrojenia piosenka jest uznawana za „proto-heavymetalową” i jest jedną z inspiracji wczesnych prób tego gatunku. Magazyn Rolling Stone umieścił utwór na 52. miejscu „100 najlepszych piosenek The Beatles”. W 1983 grupa Mötley Crüe nagrała cover utworu i wydała go na albumie Shout at the Devil. To samo uczynił w 1988 zespół U2 na swojej płycie Rattle and Hum. Helter Skelter doczekał się również innych licznych przeróbek, m.in. w wykonaniu Aerosmith.